# Station Liedekerke

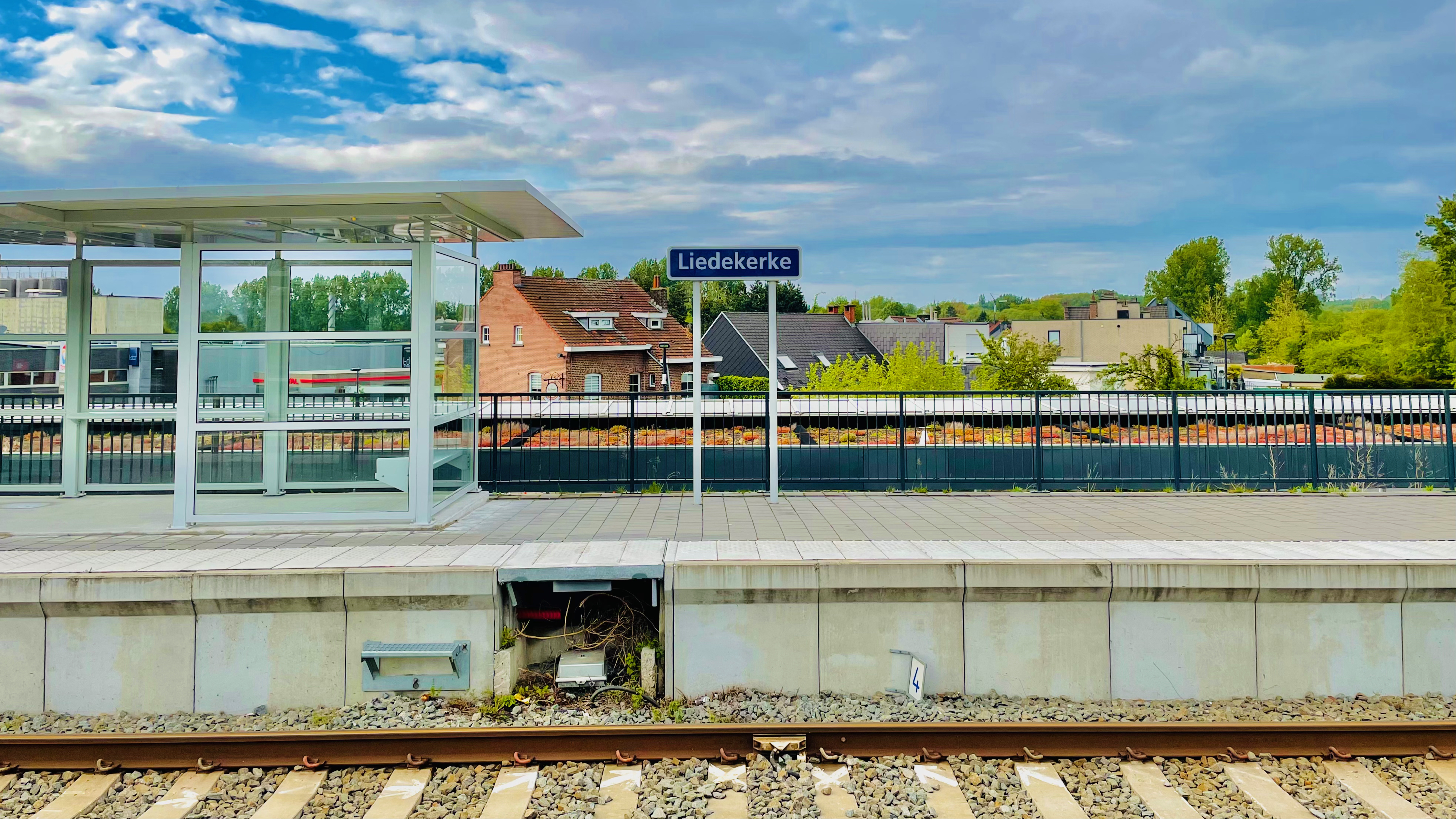
Een plaatsnaambord op een perron

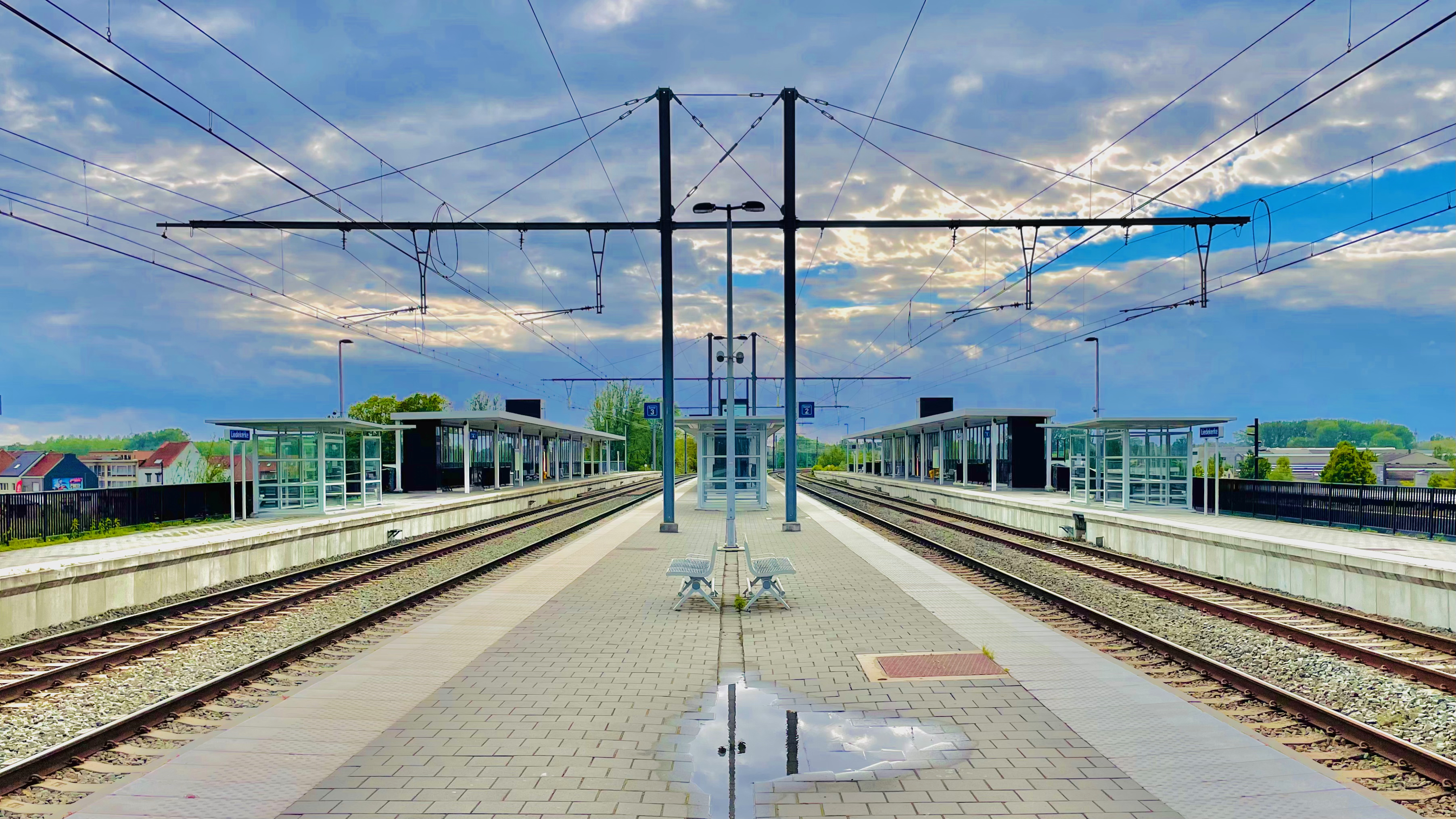
Zicht op de perrons

Station Liedekerke is een spoorwegstation langs spoorlijn 50 (Brussel - Gent) en spoorlijn 50C (Denderleeuw - Brussel-Zuid) in de gemeente Liedekerke. Het station ligt aan de rand van de plaats Liedekerke en ook Teralfene is niet ver gelegen van het station. Van 1901 tot 1982 voerde het station dan ook de naam van beide plaatsen. Het station is voorzien van een loket, maar dat is alleen tijdens de ochtenduren geopend. Op 1 februari 2021 maakte de NMBS bekend dat de lokketen definitief sluiten, net zoals in 43 andere stations.
Station Liedekerke is gelegen tussen station Denderleeuw en de aansluiting van spoorlijn 50 naar 50A. Door deze gunstige ligging is de reistijd naar station Brussel-Zuid slechts 16 minuten.
Sinds 2013 vinden er werken plaats om de stationsomgeving herin te richten. In maart 2014 werd het stationsgebouw afgebroken. In april 2016 werd de nieuwe tunnel voor de Affligemsestraat (N207) opengesteld. De oude tunnel is behouden voor voetgangers en fietsers. Vanaf eind 2016 is een nieuw stationsgebouw gebouwd langs de zuidkant van de sporen. Daarnaast werden ook de perrons vernieuwd en kwam er een nieuwe overkapping. Deze werken werden uitgevoerd in het kader van het Gewestelijk ExpresNet.

## Treindienst
| Serie       | Treinsoort          | Route | Bijzonderheden                                           |
| ----------- | ------------------- | --- | -------------------------------------------------------- |
| IC 29       | Intercity (NMBS)    | [ De Panne – ] Gent-Sint-Pieters – Aalst – Liedekerke – Brussel-Zuid – Brussels Airport-Zaventem – Leuven – Landen | Rijdt in het weekend De Panne - Brussel-Noord.           |
| S 4         | GEN (NMBS)          | Aalst – Liedekerke – Brussel-Schuman – Mechelen                                                                    | Rijdt alleen op werkdagen.                               |
| S 10        | GEN (NMBS)          | Dendermonde – Brussel-West – Brussel-Zuid – Liedekerke – Aalst                                                     | Tijdens de spits extra ritten Aalst-Brussel-Zuid         |
| P 7010/8010 | Piekuurtrein (NMBS) | [ Gent-Sint-Pieters – ] / [ Sint-Niklaas – Gent-Dampoort – ] Liedekerke – Brussel-Zuid – Schaarbeek                | Rijdt alleen op werkdagen. Een trein vanaf Sint-Niklaas. |

## Reizigerstellingen
De grafiek en tabel geven het gemiddeld aantal instappende reizigers weer op een week-, zater- en zondag.
| Tabel: aantal instappende reizigers station Liedekerke | Tabel: aantal instappende reizigers station Liedekerke | Tabel: aantal instappende reizigers station Liedekerke | Tabel: aantal instappende reizigers station Liedekerke |
|                                                        | Weekdag                                                | Zaterdag                                               | Zondag                                                 |
| ------------------------------------------------------ | ------------------------------------------------------ | ------------------------------------------------------ | ------------------------------------------------------ |
| 1977                                                   | 2 186                                                  | 369                                                    | 131                                                    |
| 1978                                                   | 2 463                                                  | 344                                                    | 172                                                    |
| 1979                                                   | 2 473                                                  | 301                                                    | 146                                                    |
| 1980                                                   | 2 643                                                  | 315                                                    | 129                                                    |
| 1981                                                   | 2 287                                                  | 304                                                    | 145                                                    |
| 1982                                                   | 2 320                                                  | 292                                                    | 117                                                    |
| 1983                                                   | 2 289                                                  | 224                                                    | 117                                                    |
| 1984                                                   | 1 964                                                  | 228                                                    | 120                                                    |
| 1985                                                   | 2 102                                                  | 236                                                    | 166                                                    |
| 1986                                                   | 1 940                                                  | 227                                                    | 143                                                    |
| 1987                                                   | 2 059                                                  | 197                                                    | 173                                                    |
| 1988                                                   | 2 027                                                  | 241                                                    | 149                                                    |
| 1989                                                   | 2 005                                                  | 288                                                    | 178                                                    |
| 1990                                                   | 1 884                                                  | 238                                                    | 119                                                    |
| 1991                                                   | 1 599                                                  | 177                                                    | 133                                                    |
| 1992                                                   | 1 758                                                  | 198                                                    | 127                                                    |
| 1993                                                   | 1 604                                                  | 148                                                    | 101                                                    |
| 1994                                                   | 1 964                                                  | 166                                                    | 71                                                     |
| 1995                                                   | 2 028                                                  | 194                                                    | 88                                                     |
| 1996                                                   | 2 063                                                  | 159                                                    | 87                                                     |
| 1997                                                   | 1 823                                                  | 51                                                     | 44                                                     |
| 1998                                                   | 2 038                                                  | 270                                                    | 152                                                    |
| 1999                                                   | 1 879                                                  | 278                                                    | 156                                                    |
| 2000                                                   | 2 164                                                  | 323                                                    | 192                                                    |
| 2001                                                   | 2 266                                                  | 336                                                    | 197                                                    |
| 2002                                                   | 2 253                                                  | 326                                                    | 270                                                    |
| 2003                                                   | 2 191                                                  | 368                                                    | 266                                                    |
| 2004                                                   | 2 283                                                  | 364                                                    | 290                                                    |
| 2005                                                   | 2 370                                                  | 366                                                    | 316                                                    |
| 2006                                                   | 2 204                                                  | 438                                                    | 364                                                    |
| 2007                                                   | 2 343                                                  | 476                                                    | 443                                                    |
| 2008                                                   | -                                                      | -                                                      | -                                                      |
| 2009                                                   | 2 230                                                  | 449                                                    | 547                                                    |
| 2010                                                   | -                                                      | -                                                      | -                                                      |
| 2011                                                   | -                                                      | -                                                      | -                                                      |
| 2012                                                   | 2 412                                                  | 581                                                    | 554                                                    |
| 2013                                                   | 2 082                                                  | 436                                                    | 390                                                    |
| 2014                                                   | 2 355                                                  | 562                                                    | 526                                                    |
| 2015                                                   | 2 169                                                  | 480                                                    | 436                                                    |
| 2016                                                   | 2 095                                                  | 559                                                    | 686                                                    |
| 2017                                                   | 1 888                                                  | 623                                                    | 484                                                    |
| 2018                                                   | 1 979                                                  | 780                                                    | 594                                                    |
| 2019                                                   | 2 143                                                  | 727                                                    | 679                                                    |
| 2020                                                   | 1 216                                                  | 606                                                    | 523                                                    |
| 2021                                                   | -                                                      | -                                                      | -                                                      |
| 2022                                                   | 2 274                                                  | 920                                                    | 947                                                    |
| 2023                                                   | 2 053                                                  | 1 153                                                  | 1 035                                                  |
| 2024                                                   | 2 350                                                  | 1 453                                                  | 1 327                                                  |

0,0: Brussel-Noord ·
1,0: Koninklijk Station ·
2,4: Laken ·
3,2: Bockstael ·
4,1: Jette ·
7,6: Sint-Agatha-Berchem ·
8,9: Groot-Bijgaarden ·
11,0: Dilbeek ·
13,7: Sint-Martens-Bodegem ·
15,6: Ternat-Brusselsesteenweg ·
16,7: Ternat ·
20,3: Essene-Lombeek ·
21,9: Liedekerke ·
23,8: Denderleeuw ·
26,7: Erembodegem ·
29,7: Aalst ·
34,5: Lede ·
37,0: Serskamp ·
40,3: Schellebelle ·
43,1: Wetteren ·
46,9: Kwatrecht ·
49,5: Melle ·
52,6: Merelbeke ·
Ledeberg ·
55,6: Gent-Sint-Pieters